# Collier’s

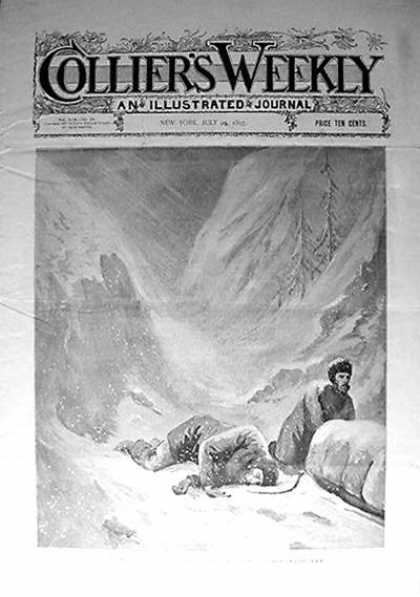
Collier's Weekly (September 1897)

Collier’s Weekly oder auch einfach nur Collier’s war ein US-amerikanisches Magazin. Es wurde von Peter Fenelon Collier gegründet und bestand von 1888 bis 1957. Die Abkürzung Collier’s bürgerte sich vor allem gegen Ende des Bestehens dieses Magazins ein.
Collier’s zeichnete sich unter seinem Redakteur Peter Collier vor allem durch einen investigativen Journalismus aus. Es erwarb sich außerdem den Ruf, sich für soziale Reformen in den USA einzusetzen. Nachdem Versuche einer Reihe von Unternehmen gescheitert waren, Collier’s auf Schadensersatz oder Rufschädigung zu verklagen, begannen andere US-Journale den Stil von Collier’s nachzuahmen. Theodore Roosevelt bezeichnete Collier’s als muckracking journalism (Schmutzjournalismus).
Martha Gellhorn berichtete für Collier's zum Thema Spanischer Bürgerkrieg. Von 1952 bis 1954 erschien eine Serie von Artikeln unter dem Namen Man Will Conquer Space Soon!, welche die zukünftige bemannte Raumfahrt zum Thema hatte. Die Artikel stammten von einem Panel von Experten, insbesondere Wernher von Braun, Fred L. Whipple, Joseph Kaplan, Heinz Haber und Willy Ley, während Oscar Schachter rechtliche Fragen zum Raumflug erörterte. 